# 이지은 (1978년)
이지은(1978년 6월 14일 ~ )은 대한민국의 배우이다.

## 학력
- 서원대학교 미술교육학 학사

## 연기 활동

### 드라마
- 1999년 MBC 일일시트콤 《남자 셋 여자 셋》
- 2000년 MBC 주말연속극 《사랑은 아무나 하나》
- 2000년 SBS 특집드라마 《은사시나무》
- 2001년 MBC 일일연속극 《결혼의 법칙》
- 2001년 MBC 수목드라마 《가을에 만난 남자》
- 2001년 KBS2 수목드라마 《명성황후》 ... 중궁전 궁녀 역
- 2003년 KBS2 월화드라마 《아내》 ...한다희 역
- 2003년 KBS1 대하드라마 《무인시대》
- 2004년 EBS 월화드라마 《명동백작》 ... 이정숙 역
- 2005년 MBC 주말특별기획 《신돈》 ... 익비 역
- 2006년 KBS2 월화드라마 《황진이》 ... 금홍 역
- 2010년 KBS1 일일연속극 《바람 불어 좋은 날》 ... 진 선생 역
- 2012년 KBS2 TV소설 《사랑아 사랑아》 ... 방곱단 역
- 2013년 KBS1 일일연속극 《사랑은 노래를 타고》 ... 안효진 역

### 영화
- 2009년 《애자》 ... 여대생 역
- 2011년 《Mr. 아이돌》 ... 종탁바 커플여 역
- 2022년 《니 부모 얼굴이 보고 싶다》 ... 윤재 엄마 역

## 경력
- 1998년 MBC 27기 공채 탤런트

## 수상
- 1997년 미스코리아 경남 진

| 미스 경남 진 |               |        |
| 1996년       | 1997년 이지은 | 1998년 |
| 박윤현       | 1997년 이지은 | 손지연 |
|              |               |        |
|              |               |        |